# Rhagonycha fugax
Rhagonycha fugax – gatunek chrząszcza z rodziny omomiłkowatych i podrodziny Cantharinae.

## Taksonomia
Gatunek ten opisany został po raz pierwszy w 1843 roku przez Carla Gustafa Mannerheima. Wyróżnia się w jego obrębie dwa podgatunki:
- Rhagonycha fugax fugax Mannerheim, 1843
- Rhagonycha fugax strejceki Švihla, 1993

## Morfologia
Chrząszcz o wydłużonym ciele długości od 6,5 do 8 mm. Głowę ma całą czekoladowobrązową do czarniawobrązowej, pozbawioną guzka między nasadami czułków. Również czekoladowobrązowe do czarniawobrązowego przedplecze ma zaokrągloną krawędź przednią, niezaostrzone kąty tylne i niewklęsłą krawędź tylną. Pokrywy są w całości brązowożółte. Odnóża są miejscami zaczernione i mają rozdwojone wierzchołki wszystkich pazurków. Genitalia samca mają edeagus zaopatrzony w tarczkę grzbietową o lekko wykrojonej krawędzi wierzchołkowej oraz bardzo szerokie paramery o lekko szpatułkowatym kształcie.

## Ekologia i występowanie
Owad rozmieszczony od nizin po góry, osiągający rzędne około 1700 m n.p.m. Zasiedla skraje lasów, polany, nadrzeczne i przyleśne łąki oraz pola. Osobniki dorosłe obserwuje się od maja do lipca. Przysiadają na drzewach i krzewach liściastych oraz na kwiatach roślin łąkowych.
Gatunek palearktyczny. Podgatunek nominatywny znany jest ze Szwajcarii, Austrii, Finlandii, Litwy, Polski, Czech, Słowacji, Węgier, Rumunii, Białorusi oraz europejskiej części Rosji (na północ po Karelię). Podgatunek R. f. strejceki jest endemitem północno-zachodniego Kaukazu.